# Bergia texana
Bergia texana là một loài thực vật có hoa trong họ Elatinaceae. Loài này được (Hook.) Seub. mô tả khoa học đầu tiên năm 1842.